# Elecciones parlamentarias de Cabo Verde de 2006
Las elecciones parlamentarias de Cabo Verde de 2006 tuvieron lugar el domingo 22 de enero del mencionado año con el objetivo de renovar la Asamblea Nacional unicameral, que ejercería su mandato por el período 2006-2011. Fueron las séptimas elecciones parlamentarias desde la independencia, y las cuartas desde la instauración de la democracia multipartidista. Bajo la constitución y la ley electoral entonces vigente, se debían elegir 72 diputados por medio de representación proporcional por listas en distritos plurinominales, representando 66 al archipiélago y 6 a los votantes en el extranjero.
Una reforma electoral tuvo lugar antes de los comicios, aboliendo la representación plurinominal por municipios y estableciendo distritos plurinominales especiales para las elecciones a la Asamblea Nacional, lo que amplió el tamaño de las circunscripciones electorales. El gobierno de José María Neves, del Partido Africano de la Independencia de Cabo Verde (PAICV), buscaba un segundo mandato en el cargo centrado en su historial económico positivo y buscar una mayor integración regional en la CEDEAO, mientras que el opositor Movimiento para la Democracia (MpD), encabezado por Agostinho Lopes, se mostró a favor de un mayor acercamiento con la Unión Europea en detrimento de la deriva africanista del gobierno e hizo campaña sobre la base de combatir la pobreza y el desempleo. Tras el derrumbe de la Alianza Democrática para el Cambio (ADM), la elección fue casi puramente bipartidista: en más de la mitad de las circunscripciones electorales solo el PAICV y el MpD presentaron listas.
El PAICV obtuvo una amplia victoria con el 52,28% de los votos válidamente emitidos y revalidó su mayoría absoluta con 41 de los 72 escaños, aumentado exactamente una banca con respecto a la elección anterior. A pesar de obtener un porcentaje y una cantidad de votos mayor que en las anteriores elecciones, con un 44,02% de los sufragios, el MpD resultó duramente derrotado y obtuvo 29 escaños, uno menos que en 2001, y solo consiguió ser el partido más votado en tres circunscripciones, lo que permanece hasta la fecha como el peor desempeño parlamentario de su historia. La Unión Caboverdiana Independiente y Democrática (UCID), partido de centroderecha demócrata cristiana y única fuerza de la antigua ADM que disputó las elecciones, presentó lista solo en la circunscripción de São Vicente y obtuvo el 16,76% de los votos, adjudicándose dos diputados e ingresando al legislativo por primera vez. Los otros dos partidos en contienda, el Partido de la Renovación Democrática (PRD) y el Partido Social Demócrata (PSD), obtuvieron magros resultados y no consiguieron obtener escaños. La elección consolidó la tendencia abstencionista vista en los anteriores comicios y fue la más baja en cualquier elección parlamentaria caboverdiana, con un 54,17% del electorado registrado emitiendo sufragio.

## Antecedentes
Las elecciones parlamentarias de 2001 resultaron en el retorno al poder del Partido Africano de la Independencia de Cabo Verde, antiguo partido único del país, luego de diez años en oposición, así como la primera derrota del Movimiento para la Democracia. Dos meses después, Pedro Pires, antiguo líder del PAICV, fue elegido presidente con tan solo 12 votos de diferencia contra Carlos Veiga, ex primer ministro del MpD. El PAICV retornó bajo el liderazgo reformista de José María Neves, que alejó al partido de su pasado socialista para acercarse a la socialdemocracia. El gobierno de Neves dio un fuerte impulso a una política exterior abierta que realzara la imagen del país, iniciando acercamientos para fomentar la integración regional y unir Cabo Verde a la CEDEAO, mientras que simultáneamente mantuvo buenos vínculos con la Unión Europea y estableció relaciones diplomáticas con la República Popular China.
En términos políticos, el primer mandato de Neves vio una consolidación del sistema bipartidista entre el MpD y el PAICV, así como un alejamiento de buena parte del electorado con la política. Las elecciones municipales de 2004 vieron al MpD y al PAICV arrebatar a los grupos independientes la gran mayoría de los cargos locales y dejar diezmados a los posibles partidos competidores en la esfera nacional. La tercera fuerza nacional, la Alianza Democrática para el Cambio, compuesta por la Unión Caboverdiana Independiente y Democrática, el Partido de la Convergencia Democrática y el Partido del Trabajo y la Solidaridad, se disolvió y la UCID emergió como el tercer partido más fuerte del país con un sólido resultado en São Vicente, pero la competencia en general se mantuvo limitada a los dos partidos principales. Al igual que en 2001, la participación electoral se redujo drásticamente y solo un 57,53% de los votantes registrados emitieron sufragio. En general, el MpD triunfó en la mayoría de los municipios, y se consideraba factible que las elecciones de 2006 fueran sumamente competitivas.

## Reglas electorales

### Sistema electoral
Los comicios se realizaron bajo la constitución de 1992 y la ley electoral del 30 de diciembre de 1994, con modificaciones introducidas en el año 2000. La Asamblea Nacional, órgano legislativo unicameral de Cabo Verde, es elegida por un sistema de escrutinio proporcional plurinominal con listas cerradas en representación de la población de Cabo Verde, con 6 de sus 72 escaños reservados para la diáspora caboverdiana, para un mandato máximo de cinco años. El país se encuentra dividido en diez distritos, con entre dos y diecinueve escaños cada una distribuidos de acuerdo a su población. Los seis escaños representativos de la diáspora se eligen en tres circunscripciones, representando una a África, una a América y otra a Europa y el Resto del Mundo, todas con dos escaños cada una. La distribución de bancas se hace por sistema D'Hondt. Las elecciones son administradas por la Comisión Nacional Electoral (CNE). Al tener Cabo Verde un sistema de gobierno semipresidencial, la Asamblea Nacional aprueba o rechaza el nombramiento del primer ministro, jefe de gobierno del país. En la práctica, el partido con mayoría en la Asamblea ha encabezado el gobierno.
Todos los ciudadanos caboverdianos mayores de dieciocho años que no se encuentren bajo tutela especial, hayan sido declarados mentalmente inhábiles o se encuentren bajo una condena penal tienen derecho a votar y ser elegidos diputados de la Asamblea Nacional. El voto no es obligatorio. Los miembros del gobierno, jueces, diplomáticos, integrantes de las fuerzas armadas en servicio activo, miembros del Consejo de la República (con la sola excepción del presidente de la Asamblea Nacional, que en sí mismo debe ser un diputado electo) y los integrantes de la CNE están inhabilitados para presentarse como candidatos. Los partidos políticos deben presentar listas con tantos candidatos como escaños a cubrir en la circunscripción que disputan en un período de cuarenta y o cincuenta días antes de la realización de las elecciones.

### Cargos por circunscripción
| Circunscripción | Circunscripción | Circunscripción         | Diputados |
| --------------- | --------------- | ----------------------- | --------- |
| 1.ª             | Santo Antão     | Santo Antão             | 8         |
| 2.ª             | São Vicente     | São Vicente             | 11        |
| 3.ª             | São Nicolau     | São Nicolau             | 2         |
| 4.ª             | Sal             | Sal                     | 2         |
| 5.ª             | Boa Vista       | Boa Vista               | 2         |
| 6.ª             | Maio            | Maio                    | 2         |
| 7.ª             | Santiago Sul    | Santiago Sul            | 17        |
| 8.ª             | Santiago Norte  | Santiago Norte          | 14        |
| 9.ª             | Fogo            | Fogo                    | 6         |
| 10.ª            | Brava           | Brava                   | 2         |
| 11.ª            | Diáspora        | África                  | 2         |
| 12.ª            | Diáspora        | América                 | 2         |
| 13.ª            | Diáspora        | Europa e Resto do Mundo | 2         |
| Total           | Total           | Total                   | 72        |

## Partidos participantes
|  | Partido Africano de la Independencia de Cabo Verde | PAICV | José María Neves         | Sí | Sí | Sí | Sí | Sí | Sí | Sí | Sí | Sí | Sí | Sí | Sí | Sí |
|  | Movimiento para la Democracia                      | MpD   | Agostinho Lopes          | Sí | Sí | Sí | Sí | Sí | Sí | Sí | Sí | Sí | Sí | Sí | Sí | Sí |
|  | Unión Caboverdiana Independiente y Democrática     | ADM   | António Delgado Monteiro | No | Sí | No | No | No | No | No | No | No | No | No | No | No |
|  | Partido de la Renovación Democrática               | PRD   | Jacinto Santos           | Sí | Sí | No | Sí | No | No | Sí | Sí | No | No | No | No | No |
|  | Partido Social Demócrata                           | PSD   | João Além                | No | No | No | No | No | No | Sí | Sí | No | No | Sí | Sí | Sí |

## Campaña
La campaña electoral se consideró, en comparación con las de anteriores procesos electorales, mucho más tranquila y relativamente apagada. La ausencia de terceras fuerzas coherentes dejó al PAICV y al MPD como únicas formaciones competitivas, y ninguno de los dos sostuvo una retórica demasiado agresiva. Análisis posteriores consideraron que, superado el período del régimen socialista de partido único y la transición a la democracia en la década de 1990, ambos partidos evolucionaron ideológicamente hasta no tener realmente diferencias sustanciales en sus propuestas. El oficialismo defendió su gestión de cinco años en el poder, aunque en general la campaña se alejó de las cuestiones económicas y estuvo dominada por las relaciones exteriores, con el PAICV defendiendo profundizar el acercamiento de Cabo Verde a la CEDEAO y al continente africano, y el MpD proponiendo descartar la CEDEAO y estrechar lazos con la Unión Europea. La oposición acusó al PAICV de no haber cumplido varias de sus promesas, en particular en lo referido a mejorar el sistema de transporte de varias regiones aisladas del archipiélago. Sin embargo, desde el principio se consideró que el oficialismo partía con ventaja: las concentraciones de campaña a las que asistió José María Neves tuvieron una concurrencia mucho más elevada que las de Agostinho Lopes.
El resto de las formaciones políticas se vio restringida a los distritos que disputó. La Unión Caboverdiana Independiente y Democrática mostró una fuerte movilización en São Vicente, único distrito electoral donde presentó lista, con António Monteiro a la cabeza. El partido centró su campaña en criticar al bipartidismo imperante como «una misma cosa» y plantarse como una alternativa representativa. Se consideró, sin embargo, que la elección estaba limitada al PAICV y al MpD, y la campaña de los terceros partidos fue en gran medida ignorada por los medios de comunicación locales.

## Resultados

### Resultado general
|  | 52.28 % |

|  | 44.02 % |

|  | 2.64 % |

|  | 0.64 % |

|  | 0.39 % |

|  | 98.56 % |

|  | 0.36 % |

|  | 1.08 % |

|  | 100.00 % |

|  | 54.17 % |

### Resultado por circunscripción
| Circunscripción          | Circunscripción |        |        |      |        |        |      |       |        |      |       |       |      |       |       |      |
| Circunscripción          | Circunscripción | Votos  | %      | Esc. | Votos  | %      | Esc. | Votos | %      | Esc. | Votos | %     | Esc. | Votos | %     | Esc. |
| ------------------------ | --------------- | ------ | ------ | ---- | ------ | ------ | ---- | ----- | ------ | ---- | ----- | ----- | ---- | ----- | ----- | ---- |
| Boavista                 | 2               | 1.212  | 53,70% | 1    | 1.045  | 46,30% | 1    | —     | —      | —    | —     | —     | —    | —     | —     | —    |
| Brava                    | 2               | 1.563  | 55,78% | 1    | 1.239  | 44,22% | 1    | —     | —      | —    | —     | —     | —    | —     | —     | —    |
| Fogo                     | 6               | 9.115  | 61,96% | 5    | 5.595  | 38,04% | 1    | —     | —      | —    | —     | —     | —    | —     | —     | —    |
| Maio                     | 2               | 1.233  | 41,10% | 1    | 1.767  | 58,90% | 1    | —     | —      | —    | —     | —     | —    | —     | —     | —    |
| Sal                      | 2               | 3.387  | 54,67% | 1    | 2.745  | 44,30% | 1    | —     | —      | —    | 64    | 1,03% | 0    | —     | —     | —    |
| Santiago Norte           | 14              | 18.656 | 52,78% | 8    | 15.950 | 45,12% | 6    | —     | —      | —    | 485   | 1,37% | 0    | 257   | 0,73% | 0    |
| Santiago Sur             | 17              | 22.367 | 51,46% | 9    | 20.550 | 47,28% | 8    | —     | —      | —    | 331   | 0,76% | 0    | 216   | 0,50% | 0    |
| Santo Antão              | 8               | 9.356  | 48,52% | 4    | 9.828  | 50,97% | 4    | —     | —      | —    | 97    | 0,51% | 0    | —     | —     | —    |
| São Nicolau              | 2               | 2.456  | 46,92% | 1    | 2.778  | 53,08% | 1    | —     | —      | —    | —     | —     | —    | —     | —     | —    |
| São Vicente              | 11              | 12.554 | 46,81% | 5    | 9.652  | 35,99% | 4    | 4.495 | 16,76% | 2    | 120   | 0,45% | 0    | —     | —     | —    |
| África                   | 2               | 2.394  | 73,73% | 2    | 786    | 24,21% | 0    | —     | —      | —    | —     | —     | —    | 67    | 2,06% | 0    |
| América                  | 2               | 2.143  | 71,20% | 2    | 837    | 27,81% | 0    | —     | —      | —    | —     | —     | —    | 30    | 0,99% | 0    |
| Europa y Resto del Mundo | 2               | 2.553  | 53,38% | 1    | 2.128  | 44,49% | 1    | —     | —      | —    | —     | —     | —    | 102   | 2,13% | 0    |
| Total                    | 72              | 88.965 | 52,28% | 41   | 74.909 | 44,02% | 29   | 4.495 | 2,64%  | 2    | 1.097 | 0,64% | 0    | 702   | 0,41% | 0    |